# 世界斯诺克系列赛
Sportingbet.com 世界斯诺克系列赛是贯穿斯诺克赛季的系列巡回赛。本赛事于2008-09赛季创立，但第二年赛事即中途夭折。
本个分站赛由职业选手与当地外卡选手参与较量，最终根据年度积分决定总决赛名单。